# كيش (إيران)
كيش (بالفارسية: کیش) هي مدينة تقع في إيران في بلدة كيش. يقدر عدد سكانها بـ 20,667 نسمة و 6,136 عائلة حسب إحصاء سكان.